# Гамазоидозы
Гамазоидозы (лат. gamasoidosis) — акариазы, вызываемые укусами некоторых паразитиформных клещей из надсемейства гамазовых (Gamasoidea).

## Этиология и возбудители
Большинство гамазовых клещей невелики размером (от 0,3—4 мм) и ведут хищный образ жизни, охотясь на мелких беспозвоночных. К паразитизму на рептилиях, птицах и млекопитающих перешла лишь небольшая часть представителей, в частности, виды семейств Laelaptidae, Macronyssidae и Dermanyssidae.
Редко человек подвергается укусам Haemolaelaps casalis (паразит гнездящихся в норах птиц), Haemolaelaps glasgovi (паразит грызунов), Hirstionyssus isabellinus (паразит полёвок), Hirstionyssus musculi (паразит мышей). Дерматит эти клещи не вызывают, переносчиками человеку инфекций не являются (однако, клещи рода Hirstionyssus, возможно, способны распространять туляремию среди грызунов в природных очагах инфекции).
К числу более частных паразитов человека, вызывающих дерматит, относятся клещи из родов Ornithonyssus, Dermanyssus, Allodermanyssus, Macronyssus, Androlaelaps, Ophionyssus  и Eulaelaps, которые способны вызывать у человека:
- Дерманиссиоз
- Змеиный клещевой дерматит
- Крысиный клещевой дерматит
- Мышиный клещевой дерматит

## Заражение и симптомы
Заражение происходит при контакте с заражёнными птицами и грызунами. Заболевание проявляется в форме дерматита, сопровождающегося зудом.
Мышиный клещ и крысиный клещ нападают и на людей. Как правило, основные зоны укусов — те места, где одежда более плотно прилегает к коже: зоны манжет, резинок, поясов. Человек поначалу ощущает легкое покалывание, затем — жжение и зуд. По коже идут зудящие высыпания, начинается воспалительный процесс, который быстро распространяется.

## Сопутствующие заболевания
Крысиный клещ (Macronyssus bacoti) может через укус заражать человека крысиным сыпным тифом и чумой. Мышиный клещ (Allodermanyssus sanguineus) переносчик везикулёзного риккетсиоза, протекающего в форме лихорадки. Носительство возбудителей клещевого риккетсиоза обнаружено у Dermanyssus hirundinis, Nothrholaspis sp. и Ilirstionyssus myospalacis, Ilirstionyssus isabcllinus, Haemolaelaps glasgowi, Ilirstionyssus ellobii и Ilirstionyssus criceti.